# Lijn 10 (metro van Barcelona)
Lijn 10 van de metro van Barcelona is een ondergrondse grootstedelijke spoorlijn, geëxploiteerd door het vervoersbedrijf TMB. Het is voorlopig (samen met lijn 9) de enige lijn van de stad met onbemande metrostellen. De lijn wordt op de kaart aangegeven met de kleur lichtblauw. De lijn is ontworpen en vormt een combinatie met L9. Het centrale deel van beide lijnen, tussen de stations Can Tries-Gornal en Bon Pastor, zal over een gedeeld tracé lopen, en enkel in de noordelijke en zuidelijke uiteinden vertakken de lijnen en volgen een verschillende route. 
Het eerste traject van lijn 10 werd in april 2010 in gebruik genomen. De lijn opende met vier stations in de noordelijke voorsteden van Barcelona en verloopt vanaf station Gorg dat aansluiting biedt op L2 in zuidwestelijke richting naar het vervoersknooppunt La Sagrera, waar overstap op L1 en L5 mogelijk is. Sinds 2018 wordt dit trace aangeduid als L10 Nord.
In 2018 werd een tweede segment geopend met 11 stations, niet gekoppeld aan het eerste segment, dit segment wordt aangeduid als L10 Sud.

## Huidige stations
L10 is nog in aanbouw. Volgens de planning in 2012 ging de lijn niet eerder dan in 2016 afgewerkt zijn.
 In 2022 wordt een einddatum niet eerder dan 2028 vooruitgeschoven. Het eerste stuk, van Gorg tot La Sagrera, werd in twee fases geopend in 2010. In 2018 volgde de indienstname van een tweede segment van de lijn, evenwel niet aan het eerste segment gekoppeld.  Sinds 2018 werd het initiële segment aangeduid als L10 Nord, het noordelijk segment, en het in 2018 in gebruik genomen segment als L10 Sud, het zuidelijk segment.

## Bouwmethode

dwarsdoorsnede van de tunnel van lijn 10 (en lijn 9): links een sectie tussen twee stations, rechts een doorsnede ter hoogte van een station, met de positie van de perrons

De constructie van de lijn werd en wordt gerealiseerd met een tunnelboormachine met EPB-schild (Earth Pressure Balance). De geboorde tunnels hebben een diameter van 11,70 meter. dit laat toe bij de bouw van stations, het perron en hulpvoorzieningen binnen dezelfde tunnel te realiseren. De beide rijrichtingen van de lijn worden gerealiseerd in dezelfde tunnel, met een dubbeldekkerprofiel, waarbij de twee richtingen op verschillende niveaus zijn uitgewerkt, de ene op de andere. De meeste stations zijn tussen de 25 en 50 meter onder het straatoppervlak gelegen, om stabiliteits- en verzakkingsproblemen aan het oppervlak te voorkomen. De stations die zich in de diepere delen van de tunnel bevinden, zijn gebouwd door het uitgraven van cirkelvormige putten (uitzondering hier is de put van het station La Salut).

## Noordelijk segment L10 Nord
- Gorg (T5, T6, L2)
- La Salut
- Llefià
- Bon Pastor (L9 Nord)
- Onze de Setembre (L9 Nord)
- La Sagrera (L1, L5, L9 Nord)

## Zuidelijk segment L10 Sud
- Collblanc (L5, L9 Sud)
- Torrassa (L1, L9 Sud)
- Can Tries | Gornal (L9 Sud)
- Provençana
- Ildefons Cerdà | Ciutat de la Justícia (L8)
- Foneria
- Foc
- Zona Franca
- Port Commercial | La Factoria
- Ecoparc
- ZAL | Riu Vell